# Achates

Achates (in het Nederlands ook wel Achaat) is een figuur uit de Romeinse mythologie en een karakter in de Aeneis. Hij was de wapendrager en trouwe vriend van Aeneas op hun reis naar Italië. Hij zou in de Trojaanse Oorlog de leider der Phylaciërs Protesilaüs hebben gedood; later, in Italië, doodde hij de soldaat Epulo uit het leger van Turnus (Vergilius, Aeneis 1120; Ovidius, Fasti 3603).
In het Nederlands betekent Achaat trouwe vriend of metgezel; voetbalclub VV Achates werd naar Achates vernoemd.
- Gemeinsame Normdatei: 118840584
- Virtual International Authority File: 35253600